# 34-es busz (Budapest)

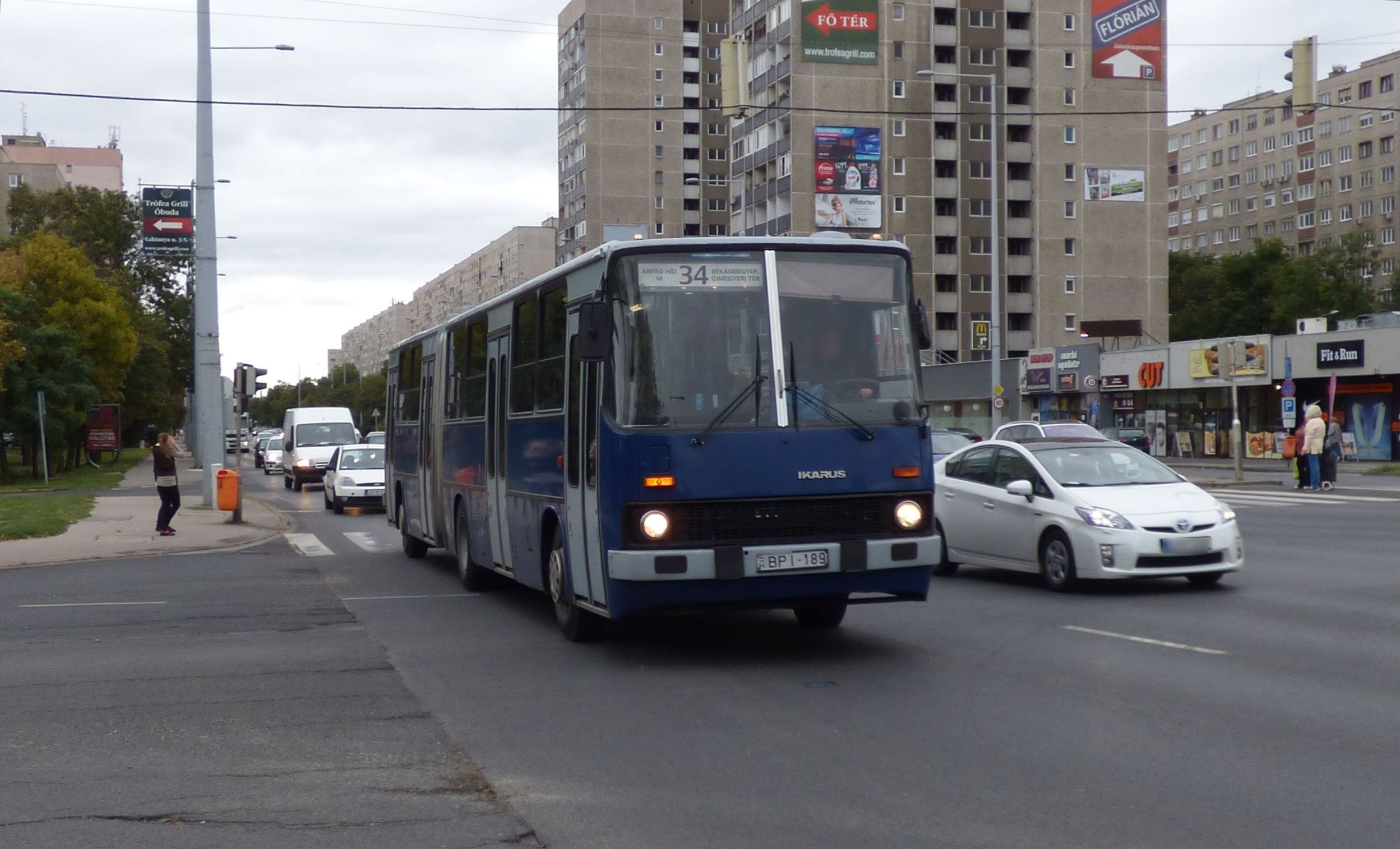
Ikarus 280-as a Szentendrei úton a Bogdáni út megállóhely előtt 2017-ben

A budapesti 34-es jelzésű autóbusz a Göncz Árpád városközpont metróállomás és Békásmegyer, Újmegyeri tér között közlekedik. A viszonylatot a Budapesti Közlekedési Zrt. üzemelteti.

## Története
1948. május 31-én indult el a 34-es buszjárat Óbuda, Miklós utcától. Általában a Római partig (Emőd utcáig) közlekedett, de nyári időszakban a Pünkösdfürdőig is elmentek a buszok, majd 1948. június 26-án külső végállomását teljes évre kiterjesztve kihelyezték a Pünkösdfürdőhöz, illetve a nyári szezon idején 34A jelzéssel betétjáratot is indítottak Óbuda, Miklós utca és Nimród utca között. Szeptember 29-étől csak csúcsidőben és hétvégén közlekedtették, majd 1949 nyarán újra egész nap járt. 1950. július 23-ától nyári vasárnapokon meghosszabbított útvonalon, a Vígszínházig járt, majd a következő években a külső végállomását is áthelyezték a Fővárosi Tanács Üdülőjéhez. (A Királyok útja 293. szám előtti felhagyott buszforduló ma is felismerhető.) 1958. július 13-ától Óbuda, Miklós utca és Nimród utca között újra járt a 34A jelzésű betétjárat, majd október 4-én megszüntették, de 1959-ben és 1960-ban is közlekedett strandszezonban. 1961. április 29-étől szombati napokon 34B jelzésű strandjáratot indítottak Óbuda, Miklós utca és a Béke strand között. Egy nappal később a 134-es jelzésű gyorsjáratot is elindították, mely a Kálvin tér és a Béke strand között járt munkaszüneti napokon, részben a megszűnő 6A busz helyett. A 34B és a 134-es buszok csak a nyári menetrend szerint közlekedtek, minden évben – az időjárástól függően – május-június és szeptember-október között. 1961. július 3-án az új járatszámozási rendszer miatt a 34B busz a 34Y jelzést kapta. A 34-es kocsijai ekkor a Pünkösdfürdőig jártak munkanapokon, illetve a Fővárosi Tanács Üdülő megállóig hétvégéken. 1966-ban a 134-es gyorsjáratot jelzését P-re változtatták. 1972. december 23-án megszűnt a Miklós utcai végállomás, a 34-es és 34Y járatokat az Árpád híd megállóhoz helyezték át (ma: Szentlélek tér). 1976. július 5-én újraindult a 34A betétjárat a Rómaifürdő és a Fővárosi Tanács Üdülő között, amely október 31-én megszűnt. 1977. január 1-jétől, az új járatszámozási rendszer miatt a 34Y jelzésű járat a 134-es jelzést kapta. 1977. május 1-jétől augusztus 31-éig a 34A járat újra a Rómaifürdő és a Fővárosi Tanács Üdülő között járt. 1979. december 1-jén a 34-es buszokat az Emőd utcáig rövidítették, az Árpád híd felé a 42-es és a teljes üzemidőben közlekedő 134-es buszok pótolták. 1992. április 30-án a 134-es buszt megszüntették, másnap a 34-es busz meghosszabbított útvonalon, a Szentlélek tér és az 1979-ben átadott Újmegyeri téri végállomás között járt.
2008. szeptember 6-án a 34-es autóbusz útvonala meghosszabbodott a Szentlélek tértől az Árpád híd, metróállomáshoz (ma Göncz Árpád városközpont), illetve Békásmegyeren az Újmegyeri teret a megszűnő 145-ös busz útvonalán érte el. A 42-es és a 146-os járatok is összevonásra kerültek, az új viszonylat jelzése 134-es lett. (A 146-os jelzést a 46-os betétjárata kapta meg.)
2012. június 2-ától 2013. augusztus 12-éig 234-es jelzéssel autóbuszjárat indult a nyári időszakban hétvégénként Békásmegyer, Újmegyeri tér és a Nyugati pályaudvar között. A 234-est felváltotta később a 226-os busz.
2013. január 26-ától a 34-es buszok helyett a 106-os buszok térnek be a Sujtás utcába.
2014-től az Ikarus 280-asokat elkezdték felváltani a VT-Arriva Citarói és a BKV Volvo 7700A buszai.
A vonalon vasárnaponként szóló buszok közlekedtek (Ikarus 260, Mercedes-Benz Citaro).
2017. június 1-jétől egészen a metrópótlásig a 34/106-os vonalakon is jártak a BKV új csuklós Mercedes-Benz Conectói.
Az M3-as metró felújítása miatt 2017. november 4-étől 2019. március 29-éig meghosszabbított útvonalon, a Lehel térig közlekedett. A vonalra visszakerültek a VT-Arriva Citarói, ám a Volvók nem.
2021. augusztus 7-étől – a 106-ossal együtt – hétvégente első ajtós felszállási rend van érvényben a vonalon.
2022. augusztus 18. és szeptember 16. között (a HÉV felújítása alatt) a Göncz Árpád városközpont felé közlekedő 34-es és 134-es buszok megálltak a pótlóbuszok Rómaifürdő megállójában is.
2023. március 20. és május 22. között a metrófelújítás utolsó fáziásában ismét a Lehel tér metróállomásig meghosszabbítva közlekedett.
2023. június 1-jétől a BKV csuklós Mercedes-Benz Conectói és O530 Citaro G-jei közlekednek az Arriva Citarói helyett.
2024. február 5-étől este 20 óra után az autóbuszokra csak az első ajtón lehet felszállni.
2025. március 1-jétől a Flórián téri felüljáró felújítása miatt a Göncz Árpád városközpont felé közlekedő buszok a Pacsirtamező utcában kialakított visszafordítón keresztül érik el az Árpád hidat, megállva a déli irányú Flórián tér megállóban. A Szentlélek tér H megállót nem érintik. A Békásmegyer felé közlekedő buszok útvonala nem változott.

## Útvonala
| Békásmegyer, Újmegyeri tér felé |
| Göncz Árpád városközpont M vá. – Róbert Károly körút – Árpád híd – Szentendrei út – Emőd utca – Nánási út – Királyok útja – Pünkösdfürdő utca – Madzsar József utca – Hadrianus utca – Hatvany Lajos utca – Békásmegyer, Újmegyeri tér vá.                                                                        |
| Göncz Árpád városközpont metróállomás felé |
| Békásmegyer, Újmegyeri tér vá. – Hatvany Lajos utca – Hadrianus utca – Madzsar József utca – Pünkösdfürdő utca – Királyok útja – Nánási út – Emőd utca – Csalma utca – Attila utca – Czetz János köz – Szentendrei út – Flórián téri felüljáró – Árpád híd – Róbert Károly körút – Göncz Árpád városközpont M vá. |

## Megállóhelyei
| 0  | Göncz Árpád városközpont M végállomás   | 33 | 1, 1A 26, 32, 106, 120 800, 815, 820, 821, 830, 832, 840, 848                    | Árpád híd autóbusz-állomás Nyugdíjfolyósító Igazgatóság, Országos, Budapesti és Pest Megyei Rendőr-főkapitányság (Rendőrpalota), Országos Egészségbiztosítási Pénztár, József Attila Színház |
| 0  | Göncz Árpád városközpont M              | 31 | 1, 1A 26, 32, 106, 120 800, 815, 820, 821, 830, 832, 840, 848                    | Árpád híd autóbusz-állomás Nyugdíjfolyósító Igazgatóság, Országos, Budapesti és Pest Megyei Rendőr-főkapitányság (Rendőrpalota), Országos Egészségbiztosítási Pénztár, József Attila Színház |
| 1  | Népfürdő utca / Árpád híd               | 29 | 1, 1A 15, 26, 106 79                                                             | |
| 2  | Margitsziget / Árpád híd                | 28 | 26, 106, 226                                                                     | |
| 3  | Szentlélek tér H                        | 27 | 1, 1A 29, 106, 118, 134, 137, 218, 226, 237                                      | Óbudai Gimnázium, III. kerületi polgármesteri hivatal |
| 5  | Flórián tér                             | ∫  | 9, 106, 111, 118, 134, 137, 218, 226, 237 800, 815, 820, 821, 830, 832, 840, 848 | |
| 6  | Raktár utca                             | 25 | 9, 106, 111, 118, 134, 226                                                       | Alternatív Közgazdasági Gimnázium |
| 7  | Bogdáni út                              | 24 | 9, 106, 111, 118, 134, 226                                                       | |
| 9  | Kaszásdűlő H                            | 22 | 106, 134, 226                                                                    | Kőrösi Csoma Sándor Kéttannyelvű Gimnázium |
| 10 | Záhony utca                             | 20 | 106, 134                                                                         | |
| 11 | Aquincum H                              | 18 | 106, 134 S72 Z72 S76 (Aquincum megállóhely)                                      | |
| 12 | Római tér                               | ∫  | 106, 134                                                                         | |
| 13 | Rómaifürdő H                            | ∫  | 134                                                                              | Római strandfürdő |
| ∫  | Czetz János köz                         | 15 | 134                                                                              | Római strandfürdő |
| 15 | Dósa utca                               | 13 |                                                                                  | |
| 16 | Nimród utca                             | 12 |                                                                                  | Rómaifürdő |
| 17 | Szent János utca                        | 11 |                                                                                  | |
| 18 | Szamos utca                             | 10 |                                                                                  | |
| 19 | Mátyás király út                        | 9  |                                                                                  | |
| 20 | Sinkovits Imre utca                     | 8  |                                                                                  | |
| 21 | Pünkösdfürdő                            | 7  |                                                                                  | Pünkösdfürdői strand |
| 22 | Boglár utca                             | 6  |                                                                                  | |
| 23 | Medgyessy Ferenc utca                   | 5  |                                                                                  | |
| 24 | Madzsar József utca / Pünkösdfürdő utca | 4  | 134                                                                              | |
| 25 | Békásmegyer H                           | 3  | 134, 160, 204, 243, 296 869                                                      | Posta, Bankok, Vásárcsarnok |
| 26 | Szolgáltatóház                          | 2  | 204, 296                                                                         | Gyógyszertár |
| 27 | Madzsar József utca / Hadrianus utca    | 1  | 204, 296                                                                         | |
| 28 | Hadrianus utca                          | 0  |                                                                                  | |
| 29 | Békásmegyer, Újmegyeri tér végállomás   | 0  | 134, 204, 296                                                                    | Varga István Közgazdasági Szakközépiskola Zsigmond Király Főiskola Kelta Vendéglátóipari Szakközépiskola                                                                                     |